# Port d'Orissaare
Le port d'Orissaare (estonien : Orissaare sadam) est un port sur l'île de Saaremaa en Estonie.

## Présentation
Le port est protégé des vents et des vagues.
Les bateaux jusqu'à 20 m de long et 2,3 m de tirant d'eau et autres navires peuvent y trouver un poste d'amarrage, il y a 15 postes d'amarrage pour les bateaux invités. 
Le port offre tous les services nécessaires, de l'électricité aux installations de lavage.